# Цыганочка
Цыга́ночка (Цыганская пляска) — старинная парная русская пляска, известная с конца XVIII века. В XX веке исполнялась сольно. По темпу и манере исполнения настолько близка к Сербиянке, что некоторые исследователи считают их разновидностями одного танца. Пляска общенациональная, одна из любимых у русского народа. Возникла под влиянием цыганской пляски. Танец похож на пантомиму, изображающую небольшой семейный разлад между мужем-цыганом и его женой-цыганкой. Музыкальный размер — 4/4. Темп вначале медленный, ускоряющийся до стремительного.

## Описание
Цыганочку пляшут мужчина и женщина, изображая из себя супругов: цыгана и цыганку. «Цыганка» садится между подруг, а мужчина начинает плясать, и как бы ищет цыганку. 
Затем он находит взглядом свою пару и, продолжая пляску, поклонами приглашает её к себе, но цыганка, будто обиженная чем-то, не хочет выходить к нему. Наконец, настойчивость цыгана заставляет её выйти. Теперь они пляшут вместе. Цыган хочет поцеловать свою жену, но та от него отворачивается, а когда потом соглашается, то цыган, оскорблённый первым её отказом, уходит и садится на лавку. Теперь уже цыганка должна проделать всё, что было изображено её мужем. При этом она выражает своё огорчение слезами. Цыган, после некоторого сопротивления, забывает своё оскорбление и выходит к жене. Оба радуются, и пляска заканчивается поцелуем.
У казаков Восточного Забайкалья и мужа и жену изображали две девушки.
В Красноярском крае зафиксирован женский танец перед гармонистом. Начинался он плавным выходом танцовщицы в круг с хлопками. Музыка постепенно ускорялась, и пляска тоже увеличивала темп. Рисунок танца усложнялся, движения становились более разнообразными. Затем шла дробь с подковыркой, дробные ходы и игра акцентами. Диалог между плясуньей и гармонистом накалялся и становился более активным и красноречивым. Завершалась пляска частой дробью и активным притопом ногой.
«Цыганочка» представляет собой редкий случай минорного лада в русском плясовом наигрыше. Начинается танец всегда медленно и постепенно ускоряется к концу. Для музыки наигрыша характерны хроматизмы, альтерированная гармония, задержания, разнообразная ритмика. Преобладают гитарные приёмы, характерные для цыганской музыки.
Пляска моряка («Яблочко»), получившая известность после Октябрьской революции, изобиловала хлопушками, заимствованными из «Цыганочки».